# Easterns (Südafrika, Cricketteam)
Easterns, bis 1995 Eastern Transvaal, ist ein südafrikanisches Cricketteam beheimatet in Benoni, das bis Oktober 2004 an den professionellen nationalen Wettbewerben teilgenommen hat. Von da an wurde das Team nach einem Zusammenschluss mit Northerns Bestandteil der Titans und spielte weiter unter dem Namen Easterns in den zweitklassigen südafrikanischen Wettbewerben. Den südafrikanischen First-Class-Wettbewerb, Currie Cup, gewann die Mannschaft einmal.

## Geschichte
Seit dem Aufstieg auf die höchste Ebene des südafrikanischen Crickets 1991 spielte Easterns vorwiegend in der unteren Division. In der Saison 1998/99 stieg das Team auf, den größten Erfolg erreichte die Mannschaft 2002/03 mit dem Gewinn des Currie Cups.
In der Saison 2003/04 wurden die Provinzteams fusioniert und Easterns formte zusammen mit Northerns die Titans.
In den First-Class- und List A-Wettbewerbe der nun semi-professionellen Provinzteams waren die Easterns bisher nicht erfolgreich.

## Stadien
Heute werden die Heimspiele vorwiegend im Willowmoore Park in Benoni ausgetragen.

## Erfolge

### First Class Cricket
Gewinn des Currie Cups (1): 2002/03
Gewinn des CSA Provincial Three-Day Competition (0): –

### One-Day Cricket
Gewinn des One-Day Cup (0): –
Gewinn des Gillette Cup und Nachfolger (0): –
Gewinn der CSA Provincial One-Day Competition (0): –

### Twenty20 Cricket
Gewinn der CSA Provincial T20 (0): –